# Eduard Klieber

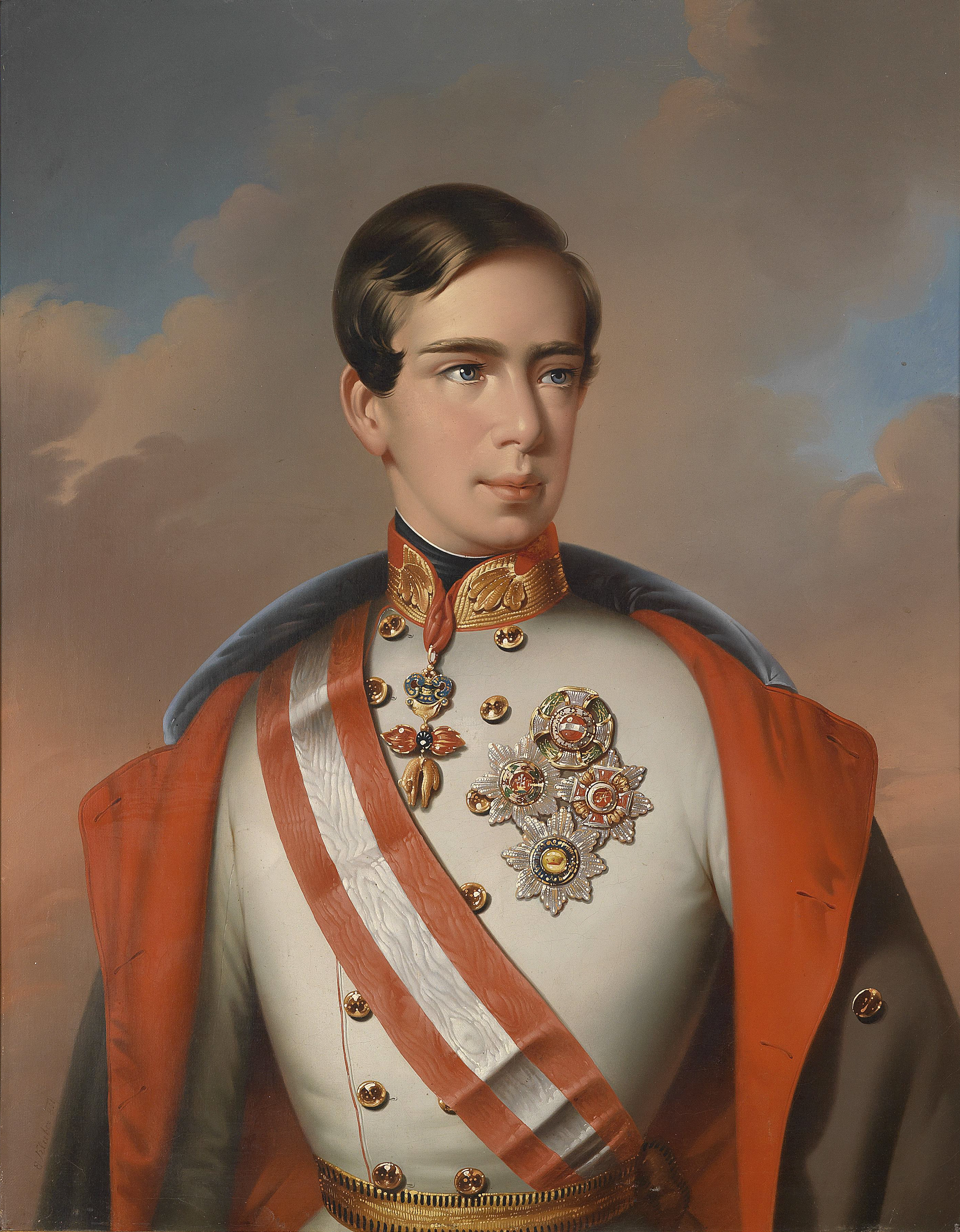
Kaiser Franz Joseph I. 1851

Eduard Klieber (* 1. April 1803 in Wien; † 3. Dezember 1879 ebenda) war ein österreichischer Maler und Lithograf. Er war ein Sohn des Bildhauers Josef Klieber.
Klieber studierte ab 1815 an der Akademie der Bildenden Künste Wien. Nach dem Studium wurde er Mal- und Zeichenlehrer von Mitgliedern des österreichischen Kaiserhauses. 
Bis 1850 half er seinem Vater beim Bemalen von Skulpturen. Neben dem eigenen Schaffen kopierte er auch Werke anderer Maler und beschäftigte sich auch mit der Lithografie. Er porträtierte 1851 den jungen Kaiser Franz Joseph I. Klieber zeigte seine Werke auf den Akademieausstellungen im St. Annahof.